# George Caridia
George Aristedes Caridia (ur. 20 lutego 1869 w Kolkacie, zm. 21 kwietnia 1937 w Marylebone) – brytyjski tenisista, medalista olimpijski. Brał udział w igrzyskach w Londynie (1908) i w Sztokholmie (1912).
Był dwukrotnym wicemistrzem olimpijskim z Londynu w 1908 roku. Zdobył tam srebro w singlu w hali przegrywając z Arthurem Gore’em 0:3 w setach, oraz w grze deblowej w hali, gdzie w parze z George'em Simondem przegrał w finale 1:3 w setach z parą Arthur Gore–Herbert Barrett.